# Vogtsbauernhof
El museo al aire libre de la Selva Negra Vogtsbauernhof (en alemán: Schwarzwälder Freilichtmuseum Vogtsbauernhof) en Gutach en el distrito de Ortenau es una de las atracciones más visitadas y el museo al aire libre más antiguo de Baden-Wurtemberg, Alemania. Está abierto durante casi siete meses de finales de marzo a comienzos de noviembre y, por término medio, cuenta con unos 220.000 visitantes al año. El área del museo comprende media docena de viejas casas rurales con animales, hortos e exposición de artesanía en unas 5,5 hectáreas.

## Enlaces
- Wikimedia Commons alberga una categoría multimedia sobre Vogtsbauernhof.
- Sitio web del Vogtsbauernhof